# Federované malajské státy
Federované malajské státy (malajsky Negeri-Negeri Melayu Bersekutu) byly federací čtyř protektorátů na Malajském poloostrově, konkrétně šlo o Selangor, Perak, Negeri Sembilan a Pahang. Federované malajské státy jako státní útvar zanikly v roce 1946, kdy se dvě osady z Průlivových osad (Malakka a Penang) spojily s Federovanými a Nefederovanými malajskými státy a utvořily Malajskou unii. V roce 1948 byla Malajská unie přetvořena na Malajskou federaci, která se v roce 1957 osamostatnila. V roce 1963 se k Malajské federaci připojila korunní kolonie Severní Borneo (dnes Sabah), korunní kolonie Sarawak a korunní kolonie Singapur, čímž vznikla Malajsie.
V letech 1941 až 1945 byly státy okupovány Japonskem.